# HD 106572
HD 106572，又名CD-41 7056，SAO 223309、HR 4658，是一颗恒星，视星等为6.26，位于銀經295.81，銀緯20.46，其B1900.0坐标为赤經12h 10m 19.4s，赤緯-41° 20.46′ 8″。